# Venceslas (tragédie)
Venceslas est une tragédie de l'écrivain français Jean de Rotrou créée en 1647. Présentée comme une tragi-comédie dans sa première édition, elle fait partie des chefs-d'œuvre de l'auteur.
Quatre ans après Cinna de Pierre Corneille, la pièce réintroduit le thème de la clémence du souverain, en l'occurrence celle du roi de Pologne qui donne son nom à la pièce.